# Simon Mann (pilote automobile)
Simon Mann, née le 10 février 2001 à Paris, est un pilote automobile américano-britannique. Il participe à des courses de voiture de Grand tourisme dans des championnats tels que le Championnat du monde d'endurance FIA et le WeatherTech SportsCar Championship pour l'écurie italienne AF Corse.

## Palmarès

### Championnat du monde d'endurance FIA
| Année | Écurie                 | Voiture             | Classe   | Pneus | 1     | 2      | 3     | 4        | 5      | 6      | 7      | 8   | Total | Pos. |
| ----- | ---------------------- | ------------------- | -------- | ----- | ----- | ------ | ----- | -------- | ------ | ------ | ------ | --- | ----- | ---- |
| 2022  | AF Corse               | Ferrari 488 GTE Evo | LMGTE Am | M     | SEB 7 | SPA 11 | LMS 7 | MNZ 7    | FUJ 10 | BHR 11 |        |     | 28    | 17e  |
| 2023  | AF Corse               | Ferrari 488 GTE Evo | LMGTE Am | M     | SEB 4 | POR 5  | SPA 6 | LMS Abd. | MON 9  | FUJ 12 | BHR 11 |     | 38    | 12e  |
| 2024  | VistaJet (en) AF Corse | Ferrari 296 GT3     | LMGT3    | G     | QAT   | IMO    | SPA   | LMS      | SÃO    | CDM    | FUJ    | BHR | *     | *    |

* Saison en cours.

### WeatherTech SportsCar Championship
| Année | Écurie   | Châssis         | Moteur                 | Classe  | 1     | 1     | 2   | 3   | 4   | 5     | 6   | 7   | 8   | 9   | 10  | 11    | 12  | Position | Points |
| ----- | -------- | --------------- | ---------------------- | ------- | ----- | ----- | --- | --- | --- | ----- | --- | --- | --- | --- | --- | ----- | --- | -------- | ------ |
| 2023  | AF Corse | Ferrari 296 GT3 | Ferrari 3,0 L V6 Turbo | GTD     | DAY   | DAY   | SEB | LBH | LGA | WGL   | MOS | LIM | ELK | VIR | IMS | ATL   | 47e | 337      |        |
| 2023  | AF Corse | Ferrari 296 GT3 | Ferrari 3,0 L V6 Turbo | GTD     | Q 19  | R 13  | SEB | LBH | LGA | WGL   | MOS | LIM | ELK | VIR | IMS | ATL   | 47e | 337      |        |
| 2023  | AF Corse | Ferrari 296 GT3 | Ferrari 3,0 L V6 Turbo | GTD Pro | DAY   | DAY   | SEB | LBH | LGA | WGL 8 | MOS | LIM | ELK | VIR | IMS | ATL 5 | 19e | 537      |        |
| 2024  | AF Corse | Ferrari 296 GT3 | Ferrari 3,0 L V6 Turbo | GTD     | DAY 2 | DAY 2 | SEB | LBH | LGA | WGL   | MOS | ELK | VIR | IMS | ATL |       | *   | *        |        |

* Saison en cours.

### Asian Le Mans Series
| Année     | Écurie   | Châssis         | Moteur                     | Classe | Pneus | 1      | 2        | 3     | 4     | 5     | Position | Points |
| --------- | -------- | --------------- | -------------------------- | ------ | ----- | ------ | -------- | ----- | ----- | ----- | -------- | ------ |
| 2023-2024 | AF Corse | Ferrari 296 GT3 | Gibson GK428 4,2 l V8 Atmo | LMGT3  | M     | SEP 10 | SEP Abd. | DUB 3 | ABU 7 | ABU 5 | 8e       | 32     |